# Função de Lagrange
Na mecânica clássica, a função de Lagrange, lagrangiana (português brasileiro) ou lagrangiano (português europeu) ({\displaystyle {\mathcal {L}}}) de um sistema é uma função expressa em termos das coordenadas generalizadas {\displaystyle q_{i}}, da taxa de variação dessas coordenadas (velocidades generalizadas) {\displaystyle {\dot {q}}_{i}} e do tempo t, e dada matematicamente pela diferença entre a energia cinética ({\displaystyle T}) e a energia potencial generalizada ({\displaystyle U}) do sistema:
{\displaystyle {\mathcal {L}}_{(q_{i},{\dot {q}}_{i},t)}=T-U}.
Por padrão a energia potencial é função apenas das coordenadas generalizadas (sistemas conservativos) e/ou do tempo, contudo, a exemplo do que observa-se para o caso eletromagnético, quando na forma adequada, admite-se o uso de um potencial "generalizado", que é função também das velocidades generalizadas. O potencial eletromagnético generalizado permite a descrição de partículas elétricas imersas em campos eletromagnéticos via Mecânica de Lagrange, a exemplo. Forças dissipativas proporcionais às velocidades generalizadas também são admissíveis via potenciais dissipativos, a exemplo o potencial dissipativo de Rayleigh. 
A lagrangiana é termo central na integral temporal que define o que se denomina em Física por ação. Diferente da Mecânica de Newton, junto com o princípio de Hamilton da ação em extremo, a lagrangiana e a Mecânica de Lagrange definem toda a dinâmica de um sistema sem recorrer a vetores e diagramas vetoriais, fazendo-o de forma a usar essencialmente funções escalares. Nesses termos a lagrangiana porta-se como uma equação fundamental do sistema a qual associa-se, encerrando em si todas as informações acerca do sistema. Pode-se pois, a partir dela e do formalismo atrelado à Mecânica de Lagrange, obter qualquer informação desejada acerca do sistema.  A lagrangiana possui dimensões de energia, joules no S.I..
Associado à lagrangiana de um sistema, via Transformada de Legendre, tem-se o hamiltoniano {\displaystyle {\mathcal {H}}} do sistema, essa uma função das coordenadas generalizadas {\displaystyle q_{i}}, dos momentos conjugados generalizados {\displaystyle p_{i}} e do tempo t. O Hamiltoniano {\displaystyle H_{(q_{i},p_{i},t)}}, definido por H = T + U,  também caracteriza uma equação fundamental, e juntamente com o formalismo da Mecânica de Hamilton, constitui formalismo alternativo plenamente equivalente ao de Lagrange no que tange à descrição da dinâmica do sistema. Tais formalismos encontram importante aplicação também dentro da relatividade.
Embora amplamente aplicada ao campo da dinâmica de energia e matéria, o cálculo variacional não limita o raciocínio à campos específicos da Física. Diversos problemas nas mais variadas áreas mostram-se suscetíveis ao tratamento similar.

## Exemplos

### Mecânica
Partícula livre
Uma partícula livre move-se em ausência de força resultante, idealmente em ausência de força aplicada. Logo sua lagrangiana define-se apenas por sua energia cinética em caso limite.
{\displaystyle {\mathcal {L}}=T-U=T={\frac {1}{2}}m[{\dot {x}}^{2}+{\dot {y}}^{2}+{\dot {z}}^{2}]}
onde, conforme convenção, {\displaystyle {\dot {x}}={\frac {dx}{dt}}=v_{x}} e assim por diante.
Para movimento confinado ao plano xy, e em coordenadas polares:
{\displaystyle x=r\cos \theta }
{\displaystyle y=r\sin \theta }
de onde, derivando-se:
{\displaystyle {\dot {x}}={\dot {r}}\cos \theta -r{\dot {\theta }}\sin \theta }
{\displaystyle {\dot {y}}={\dot {r}}\sin \theta +r{\dot {\theta }}\cos \theta }
Quadrando-se as velocidades generalizadas e com o auxílio de algumas relações trigonométricas tem-se pois que:
{\displaystyle {\mathcal {L}}_{(r,{\dot {r}},\theta ,{\dot {\theta }},t)}={\frac {1}{2}}m[{\dot {r}}^{2}+{(r{\dot {\theta }})}^{2}]}
Máquina de Atwood

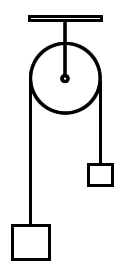
Máquina de Atwood. No texto, x corresponde à distância da massa da esquerda (massa M1) até a linha horizontal que passa pelo centro do disco. A altura da massa M2 é l-x, onde l representa tamanho total de corda em suspensão.

Na máquina de Atwood, considerando g a aceleração da gravidade, M1 a massa da esquerda e M2 a massa da direita, a energia potencial do sistema escreve-se:
{\displaystyle U=-M_{1}gx-M_{2}gy} ,
uma vez adotado o nível de referência como sendo uma linha horizontal a passar pelo centro do disco. Nessa situação x e y representam os tamanhos em suspensão da corda que sustentam respectivamente as massas M1 e M2.
Há um vínculo entre x e y de tal forma que {\displaystyle x+y=c} é uma constante, o tamanho total de corda em suspensão. Nesses termos, basta uma coordenada generalizada para descrever-se o problema, à escolha, x, e reescreve-se a energia potencial gravitacional como:
{\displaystyle U=-M_{1}gx-M_{2}g(c-x)}
Em uma máquina de Atwood ideal a polia e a corda têm massas desprezíveis se comparadas às massas M1 e M2. Nesse caso a energia cinética total se escreve:
{\displaystyle T={\frac {1}{2}}M_{1}\left({\frac {dx}{dt}}\right)^{2}+{\frac {1}{2}}M_{2}\left({\frac {d(c-x)}{dt}}\right)^{2}={\frac {1}{2}}(M_{1}+M_{2}){\dot {x}}^{2}}
e a função de Lagrange escreve-se:
{\displaystyle L_{(x,{\dot {x}},t)}=T-U={\frac {1}{2}}(M_{1}+M_{2}){\dot {x}}^{2}+M_{1}gx+M_{2}g(c-x)}
que encerra em si toda informação necessária ao cálculo da dinâmica do sistema.
Seguindo-se com o formalismo de Lagrange, tem-se que a equação de movimento deve satisfazer à equação de Lagrange:
{\displaystyle {\frac {d}{dt}}\left({\frac {\partial L}{\partial {\dot {q}}_{i}}}\right)-{\frac {\partial L}{\partial q_{i}}}=0} .
Neste caso há apenas uma coordenada generalizada, qi = x. Determinando-se as derivadas tem-se:
{\displaystyle {\frac {\partial L}{\partial x}}=(M_{1}-M_{2})g}
{\displaystyle {\frac {\partial L}{\partial {\dot {x}}}}=(M_{1}+M_{2}){\dot {x}}}
{\displaystyle {\frac {d}{dt}}\left({\frac {\partial L}{\partial {\dot {x}}}}\right)=(M_{1}+M_{2}){\ddot {x}}}
Levando os resultados à equação de Lagrange tem-se a equação diferencial para o sistema:
{\displaystyle {\ddot {x}}=a={\frac {M_{1}-M_{2}}{M_{1}+M_{2}}}g}
onde a é a aceleração das massas. Tal equação é análoga à obtida via aplicações diretas da lei de Newton conforme descrito em artigo específico, conforme esperado.
A equação horária para x obtém-se com facilidade doravante mediante integração, sendo a resposta análoga à de um movimento retilíneo uniformemente variado com aceleração constante {\displaystyle a={\ddot {x}}}:
{\displaystyle x_{(t)}=X_{0}+V_{0}t+{\frac {1}{2}}\left({\frac {M_{1}-M_{2}}{M_{1}+M_{2}}}g\right)t^{2}}
com {\displaystyle X_{0}} e {\displaystyle V_{0}} correspondendo a constantes, respectivamente o comprimento em suspensão inicial da corda para a massa M1 e a velocidade descendente inicial (no sentido de x crescente) da massa M1, determinados no instante em que zera-se o tempo (t=0s).

### Microeconomia
Na microeconomia a função lagrangiana (ou simplesmente lagrangiano) é uma função utilizada para resolver problemas de otimização com restrição, tanto em mecânica quanto em outras áreas não necessariamente da física.
Suponha uma economia com apenas dois bens, banana (b) e abacate (a). Pode-se querer maximizar a utilidade, grosso modo a satisfação do consumidor - no problema representada pela função "u", que é logaritmicamente tanto maior quanto maior for o consumo dos bens banana e abacate -  mantida contudo uma restrição orçamentária especificada.
O problema resume-se pois em:
- {\displaystyle \max u\left(q_{a},q_{b}\right)=\max {\underbrace {\left(\ln(q_{a})+\ln(q_{b})\right)} _{u(q_{a},q_{b})}}}

com {\displaystyle q_{b},q_{a}} representando a quantidade consumida de banana e de abacate respectivamente, e o símbolo {\displaystyle ln} representa o logaritmo neperiano, isso sob uma restrição orçamentária que traduz-se em linguagem matemática por:
- {\displaystyle p_{a}\times q_{a}+p_{b}\times q_{b}\leq S},

com {\displaystyle p_{b},p_{a}} correspondendo aos preços de banana e abacate respectivamente e S ao salário do consumidor em questão.
Pela lei de Walras, esta desigualdade vale como igualdade, ou seja, o consumidor gastará todo o seu salário.
O lagrangiano deste problema fica então:
{\displaystyle L\left(x_{1},x_{2},\mu \right)\equiv \underbrace {\left(\ln(q_{a})+\ln(q_{b})\right)} _{u(q_{a},q_{b})}-\mu \left(p_{a}\times q_{a}+p_{b}\times q_{b}-S\right)}
A variável {\displaystyle \mu } que multiplica a restrição é chamada de multiplicador de lagrange.
A quantidade ótima de consumo {\displaystyle (q_{a}^{*},q_{b}^{*})} que resolve este problema atende a três condições:
{\displaystyle {\frac {\partial L}{\partial \mu }}=0\rightarrow \left(p_{a}\times q_{a}+p_{b}\times q_{b}-S\right)=0}
{\displaystyle {\frac {\partial L}{\partial q_{a}}}=0\rightarrow \underbrace {{\frac {1}{q_{a}}}\times 1} _{\frac {\partial ln(q_{a})}{\partial q_{a}}}+\left(-\mu p_{a}\right)=0}
{\displaystyle {\frac {\partial L}{\partial q_{b}}}=0\rightarrow \underbrace {{\frac {1}{q_{b}}}\times 1} _{\frac {\partial ln(q_{b})}{\partial q_{b}}}+\left(-\mu p_{b}\right)=0}